# 春夏秋冬 (パチンコ)
春夏秋冬（しゅんかしゅうとう）は、1993年にソフィアが開発し西陣が発売したパチンコ機である。保留玉連チャン機に対して保留玉消化後も連チャンが期待できるモード型のデジパチである。天国モード中の比較的早い連チャン（天国モードの大当たり確率が1/10と高かったため）が特徴である。最初で最後の天井機能（パチスロでは1号機や5号機に存在）を有し適度なハマりが発生し、リーチに大きな役割を持たせた機種である。この機種に限りオカルト類（ハマると当たりやすい、ハマった後は連チャンしやすい）の現象を実際に大当たり確率を変動することで実現していたパチンカーの夢の機種ともいえる。仕様上100連チャン以上の大連チャンを引き起こす等してマスコミ等に話題となった。この話題により早期に公安当局に目をつけられる機種となった。2005年には後継機のCR春夏秋冬が販売された。

## 概要
仕様上は大当たり確率1/210大当たり確率のデジパチ2300発機であるが、裏で連荘を誘発するプログラムを同機に仕込んおり、モーター駆動と各AND条件によりモード移行が行われる。設置されるまでには保安通信協会の型式試験に合格し認可を受ける必要があるため、試験時（出玉の払い出しなし、盤面ノーマル釘）には仕様上のノーマル確率での挙動をするように工夫されていた。この機種においても認可を受けるため、モーター駆動の電流量を検知しモード切替を行う仕様にしていたと思われる。モーター駆動は飾りの駆動や払い出し時に作動するが、この条件が重ならないとモード移行が行われないため、リーチ時や大当たり終了後等、無意味に神輿（デジタル上部にある飾り）が作動するがこれがモード移行の鍵となる。
大当たり確率
- 天国モード1/10
- 通常モード1/210
- 地獄モード1/420

モード振分け (電源投入後の初リーチ後)
- 天国モード20％
- 通常モード40％
- 地獄モード40％

モード振分け (大当たり時天国モード、地獄モード滞在時)
- 天国モード40％
- 通常モード20％
- 地獄モード40％

モード振分け (大当たり時通常モード滞在時) 
- 通常モード40％
- 地獄モード60％

その他のモード移行
- 地獄モード滞在時 - 外れリーチ40回で天国モードに移行
- 通常モード滞在時 - 外れリーチ248回で天国モードに移行

## 演出
この機種でパチンコ史上初めて全回転リーチが出現した。その後CR大工の源さんで一気に大流行した全回転リーチだがこの春夏秋冬が元祖である。左中絵柄が微妙にズレながらスローになる瞬間に右デジタルが揃っていれば全回転リーチとなる。通常のリーチよりも音色が一段高く周りからの注目も浴びることになる。信頼度は100％ではなく全漢数字が揃っておりそれ以外の絵柄が不揃いの全回転リーチとその逆のパターンの全回転リーチと2種類あり前者の方が信頼度が高い。なお地獄時の全回転リーチ外れも通常のリーチ外れとしてカウント可能である。なお「祝」絵柄だけは全回転リーチから当たらないので「祝」絵柄はノーマルリーチでも信頼度が高い。なお、全回転リーチがあるため、一般的な高信頼度の発展型リーチ（スーパーリーチ）はない。

## 攻略法
・モーニング攻略法
概ね5台に一台が振り分けにより天国モード（モーニング）台となる。ただし約1/15でかかる初リーチ（神輿駆動）が外れ、なおかつ払い出し後にモード振り分けとなるのでそれ以降についた保留玉が1/10となる。平均的に進んでも25回転ほど必要である。確度によるが1/10の5倍ハマリが50回転なので65回転（2～3千円）程度回す必要がある。朝一の初リーチが大当たりとなった場合、通常モードでの自力大当たり確定となり天国への移行の可能性がない。通常モードでも1/210であり、外れリーチ確率自体が結構低めであったのでリーチ一発で当たることもあった。歴史的にもかなり強力なモーニング機能であり、設置終盤は電源を切らないことでモーニングを阻止する店が散見された。
・天井狙い攻略法
地獄モード時に約1/15でかかるリーチが40回外れると100％の確率で天国モードとなり計算上1.8回程度の大当りが期待できる。ループ型と違い当たらず落ちることがないので最低1回は大当たりする。見分ける方法としてサイドランプがオカメかヒョットコで停止する。このランプはよくラッキーナンバーに指定されており、ドル箱が積み上がりやすい演出をおこなう仕組みとなっていた。平均で約625回転で大当たりとなるので500回あたりからハイエナ狙いが横行した。特に570回転くらいが千円程度で拾える可能性が高く標的となった。晩年知れ渡るようになると400回転あたりから取り合いとなる。なお、逆に800回転を超えると連チャン期待できない通常モードハマり濃厚となることから敬遠された。

## モード固定法
先に述べたように、各モード移行条件はモーター駆動が条件となっており以下の条件を満たせばモード移行しない。
・電源を切らない
終盤のホール側のモーニング対策で見られた手法で電源を切ると２割の台が天国状態となるため閉店後電源を切らないことで宵越しのモードを固定させることができる。しかしこれを逆手に取れば、地獄モード中の天井に近い台を朝から拾うこともできた。また閉店中に大当たりを消化できなかった台も天国継続の可能性がある。
・払い出し停止
一番簡単なのは払い出しのためのモーター駆動が止まった場合である。天国状態で大当たりし下皿から球を抜かずにいれば天国のままだ。しかし打ち出しができないため、出玉を受けることができず無意味である。実機を入手すれば、打ち出さず入賞させ大当たりを消化できるため、簡単に試すことができる。
・神輿（盤面中央の飾り）停止
大連チャンの概ねの真相は天国中に神輿に玉が引っかかることである。飾りの周りを玉が行きかうことができる構造でギリギリ一個の玉が引っかかる可能性のある造りになっており、確信犯的に大当たり後もそのモードが固定されるバズーカ（旧一発台）的可能性を秘めていた。こうなるとマスコミに取り上げられた100連チャン以上も可能で、閉店するまで大当たり確率1/10の固定である。この大連チャンは東京、北海道等各地で発生した。このため、大連チャンが引き起こった場合、台の神輿に引っかかった玉が原因であり速やかに取り除くよう導入店へ通達された。なお、普通に打っていて玉を引っかけるのはかなり困難で、さらに通常モードや地獄モードでも固定されてしまうので、天国中に玉を引っかけるなど狙ってできるようなものではない。また、配線を切ってしまえば神輿は動かずモードも固定されたままである。さらに閉店後電源切らずで終日地獄固定もできなくもない。実際にモード移行に何らかのトラブルが発生し異様に大当たりしてない台も見受けられた。

## 設置から撤去まで
当初どのホールにも設置される大人気機種となったがモーニング狙い等の攻略法が存在し、地獄モードでも1/420と高めであることからこの機種のスペックはかなり甘くホール側もそれなり釘を渋くせざるをえない状況となり特にブームが去るのも早かった。地獄モードと天井のある機種なので通常確率からの上乗せ連チャン機と比べ一定してハマる挙動が多く、さらに天井狙いのうろつきハイエナの存在等が敬遠されたところもある。その後、CR機推進の為の社会不適合機の第一次撤去対象機種のリスト入りしてしまい往年の連チャン機と共に約3年で全国撤去と短命に終った。この件以降内部仕様に裏の仕掛けを加え、連チャンを演出する機種は販売されなくなったため、ほぼ西陣最後の連チャン機となった。